# Anastreblotis calycopa
Anastreblotis calycopa är en fjärilsart som beskrevs av Edward Meyrick 1927. Anastreblotis calycopa ingår i släktet Anastreblotis och familjen stävmalar. Inga underarter finns listade i Catalogue of Life.